# Odin-Gletscher
Der Odin-Gletscher ist ein kleiner Gletscher im ostantarktischen Viktorialand. Er fließt von den Westhängen des Mount Odin in der Asgard Range.
Das New Zealand Antarctic Place-Names Committee benannte ihn in Anlehnung an die Benennung des Mount Odin nach Odin, Göttervater, Kriegs- und Totengott der nordischen Mythologie.